# 蒂尔迪·佐尔坦
蒂尔迪·佐尔坦（匈牙利語：Tildy Zoltán，1889年11月18日—1961年8月3日），匈牙利政治家，1945年至1946年担任匈牙利王国首相，1946年至1948年担任匈牙利总统。此后，他的权力被苏联支持的匈牙利共产党所夺取。隶属于独立小农、农业工人和公民党。